# 552746 Annanobili
552746 Annanobili este o planetă minoră (asteroid) din centura de asteroizi. A fost descoperită pe 11 septembrie 2010 la Andrușivska astronomicina observatoria⁠(d) de  și a fost numită după Anna Maria Nobili⁠(d). 
Obiectul prezintă o orbită caracterizată de o semiaxă mare de 2,600246685631 UAi, o excentricitate de 0,26588402047297, o înclinație de 14,223528994856 ° în raport cu ecliptica.